# Peter Wallace Rodino

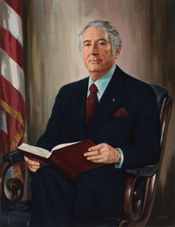
Peter Wallace Rodino (1977)

Peter Wallace Rodino Jr. (* 7. Juni 1909 in Newark, New Jersey; † 7. Mai 2005 in West Orange, New Jersey) war ein US-amerikanischer Politiker.
Er vertrat von 1949 bis 1989 die Demokraten im Repräsentantenhaus der Vereinigten Staaten für den 10. Wahlbezirk in New Jersey. Rodino war Vorsitzender jenes Justizausschusses im Repräsentantenhaus, welchem u. a. auch Barbara Jordan angehörte, und welcher in allen drei Punkten Amtsanklage ("Impeachment") gegen Richard Nixon erhob.